# Tloskov
Tloskov je malá vesnice tvořená převážně zámeckým areálem, část města Neveklov v okrese Benešov. Nachází se asi 1 km na severozápad od Neveklova. Prochází zde silnice II/105. V roce 2009 zde bylo evidováno 32 adres. Osadou protéká Tloskovský potok, který je levostranným přítokem Janovického potoka.
Evidenční část Tloskov leží z převážné části v katastrálním území Neveklov, z malé části (lokalitou Cihelna) spadá do katastrálního území Mlékovice u Neveklova.

## Historie
První písemná zmínka o Tloskově pochází z roku 1376, kdy místní tvrz vlastnili Jeniš a Jindřich z Tloskova.
Za druhé světové války se ves stala součástí vojenského cvičiště Zbraní SS Benešov a její obyvatelé se museli 31. prosince 1943 vystěhovat.

## Pamětihodnosti
Ve vsi stojí zámek, který vznikl počátkem 18. století barokní přestavbou původní tvrze. Ve třicátých letech 19. století byl zámek znovu rozsáhle přestavěn. V roce 1872 zámek odkoupil Čeněk Daněk. Jeho potomci provedli počátkem 20. století na zámku rozsáhlé adaptace a úpravy přilehlého parku. Po válce zámek využívala ČSLA. Ve zcela zrekonstruovaném objektu sídlí (2010) Diagnostický ústav sociální péče. Venkovní prostory a anglický park jsou veřejnosti přístupné.

## Rodáci
- Emanuel Pippich (1812–1886), právník a kulturní činitel v Rakovníku a Chrudimi.
- Arnošt Konstantin Růžička (1761–1845), českobudějovický biskup

## Galerie

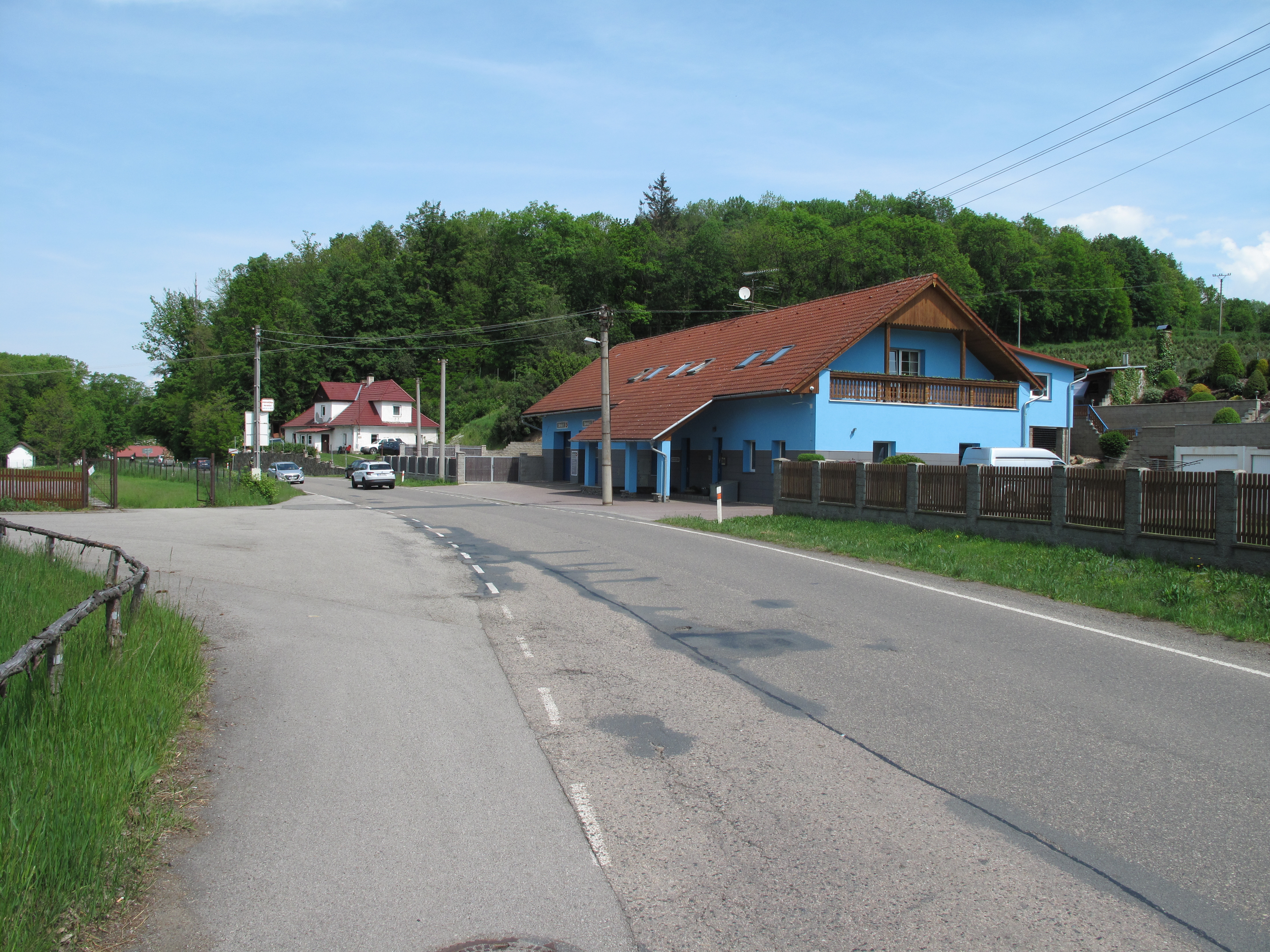
Domy u silnice
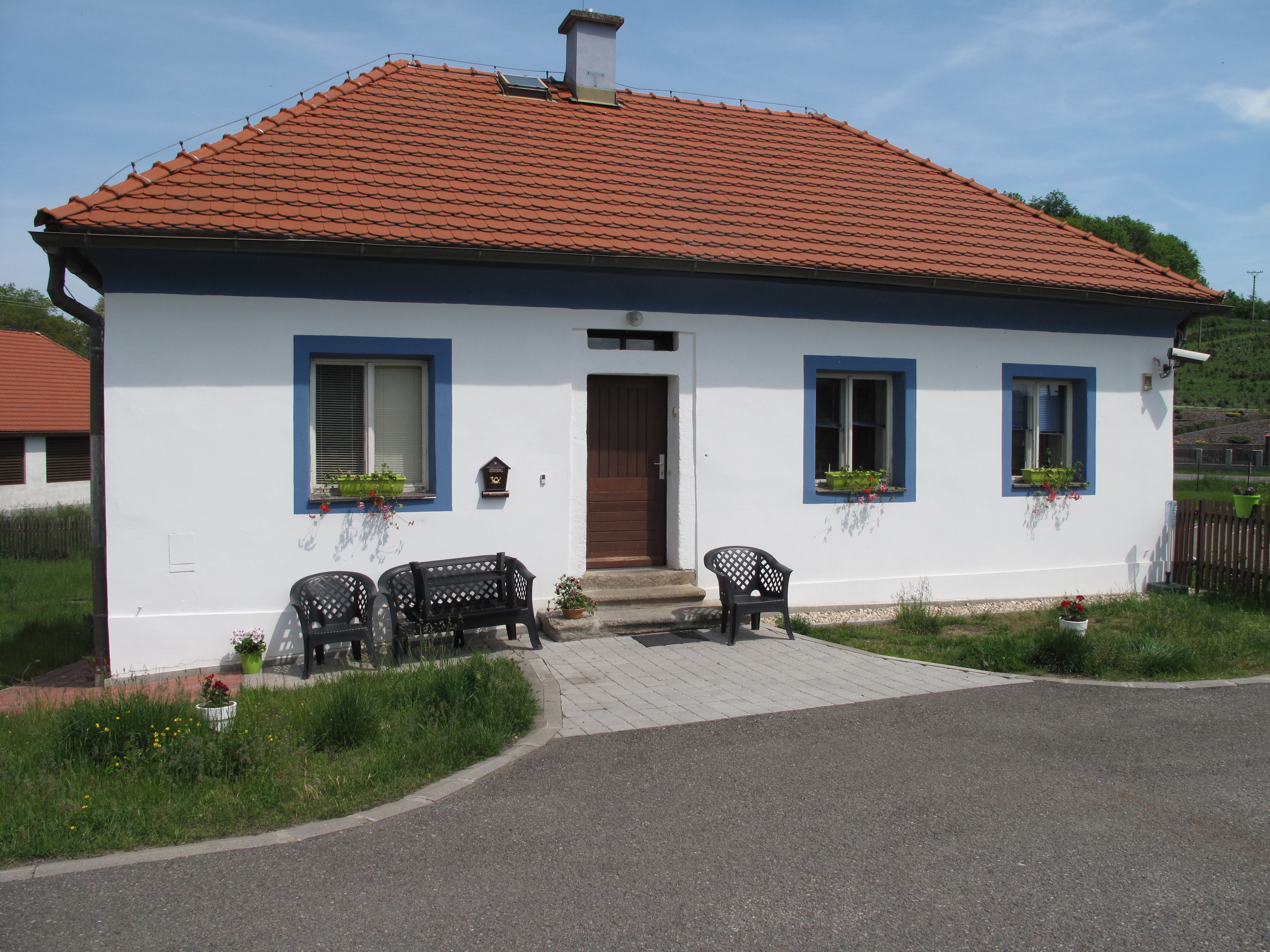
Vrátnice
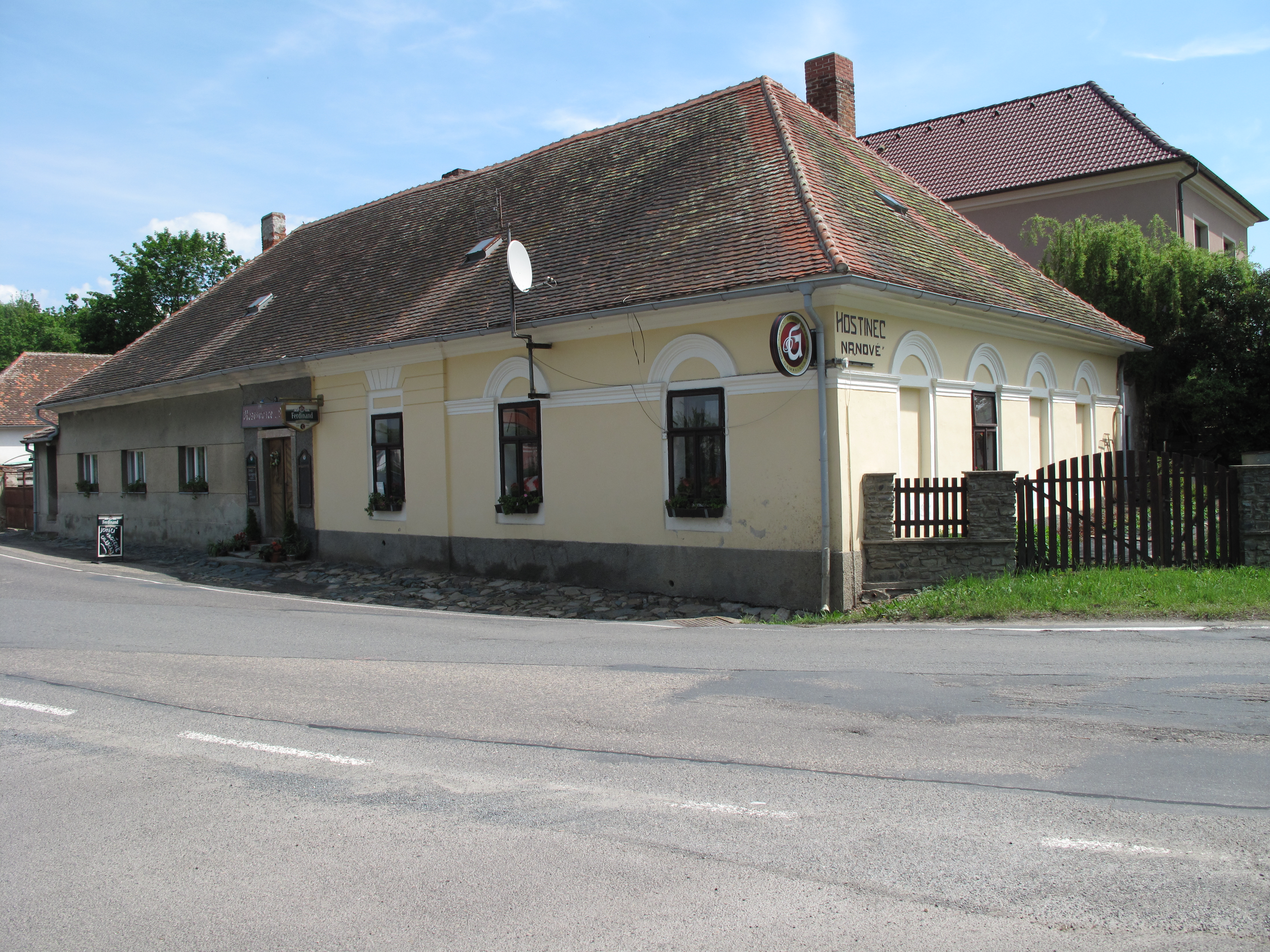
Hospoda